# Daïra de Blida
La daïra de Blida est une daïra d'Algérie située dans la wilaya de Blida et dont le chef-lieu est la ville éponyme de Blida,  ⵍⵍⴻⴱⵍⵉⴸⴰ, Llebliḏa.

## Communes de la daïra
La daïra est composée de deux communes : Blida et Bouarfa .

## Géographie
|                  | Daïra d'Oued Alleug              |                     |
| Daïra de Mouzaïa | Daïra de Blida                   | Daïra d'Ouled Yaïch |
|                  | Daïra d'Ouzera (Wilaya de Médéa) |                     |